# Secolul I î.Hr.
(Secolul al II-lea î.Hr. - Secolul I î.Hr. - Secolul I - alte secole)

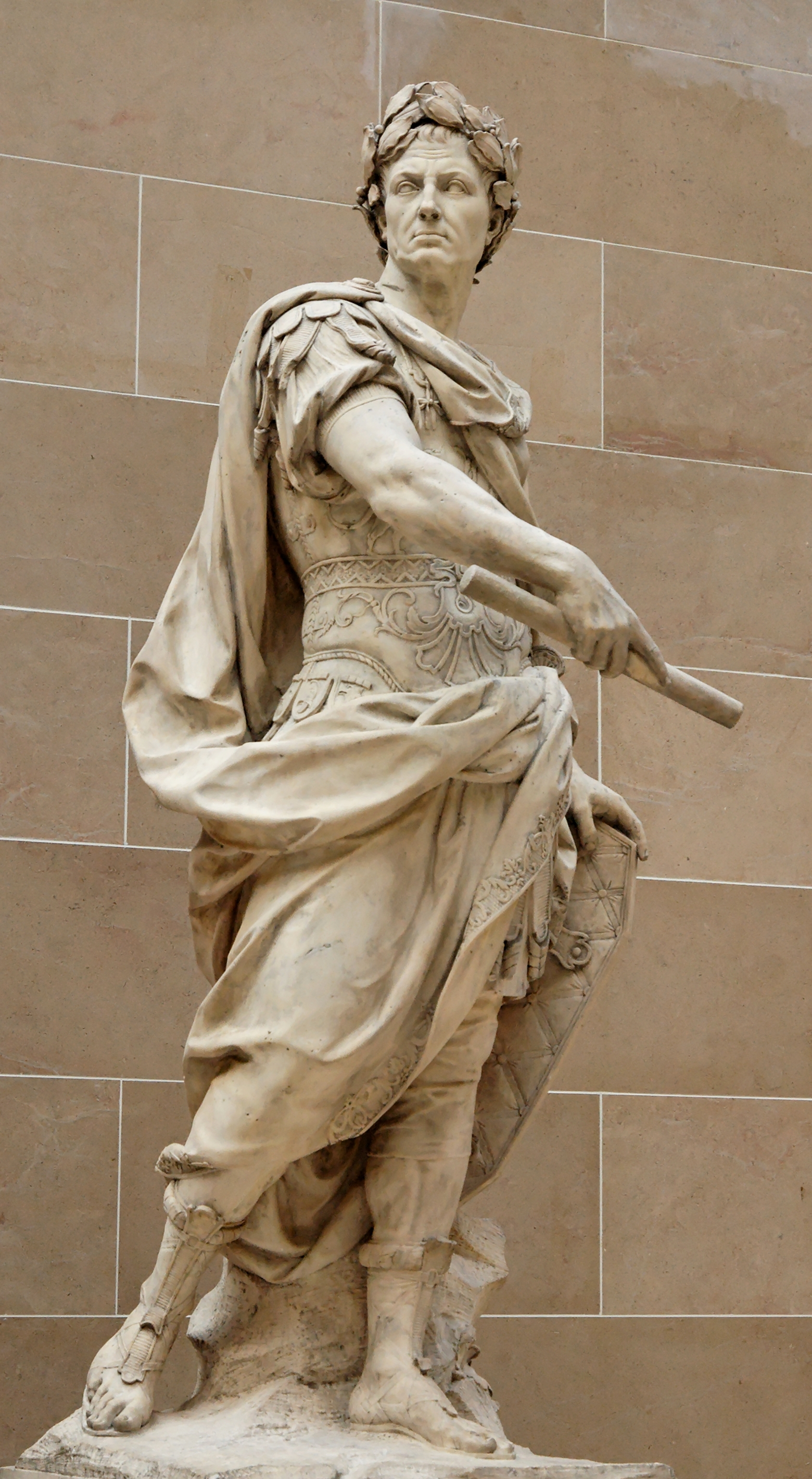
Iulius Gaius Cezar - personalitatea secolului I î.Hr.

Secolul I î.Hr. a început din anul 100 î.Hr. și s-a încheiat în anul 1 î.Hr.. Reprezintă cel de-al 99-lea secol în calendarul Holocen (9000 de ani de la primul an din calendarul holocen - 10 000 î.e.n.). Pe parcursul secolului, multe teritorii (ca Egiptul) din jurul Mării Mediterane au intrat sub stăpânire romană, fiind conduse direct sau indirect, de către guvernatori sau regi-marionete numiți de statul roman. Statul roman a intrat într-o serie de războaie civile, datorită turbulențelor provocate de ambițiile politice a diferiților generali romani: Iulius Cezar, Pompei, Octavian și Marc Antoniu. Ascensiunea lui Octavian la putere și numirea sa ca primul împărat roman, Augustus, a marcat sfârșitul republicii romane și începutul epocii imperiale. În Extremul Orient, dinastia Han a început sa intre în declin, iar populațiile nomade și Xiongnu vor începe emigrarea spre vest ori vor ataca frecvent teritoriul Chinei.

## Evenimente
n

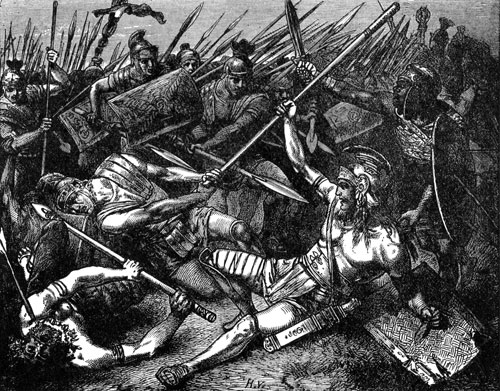
Răscoala lui Spartacus

Cucerirea Alesiei și predarea lui Vercingetorix în fața lui Cezar

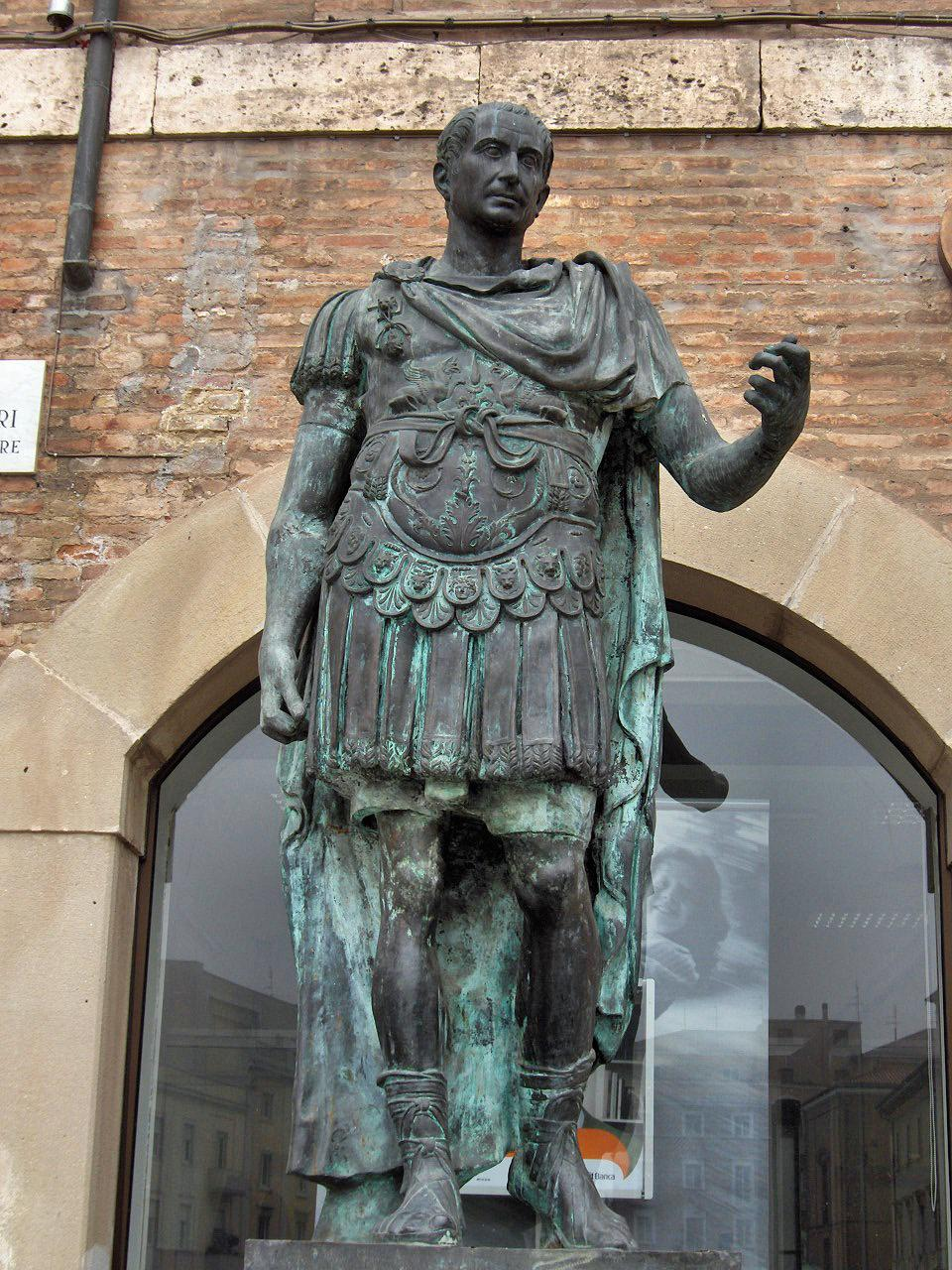
Iulius Cezar devine dictator

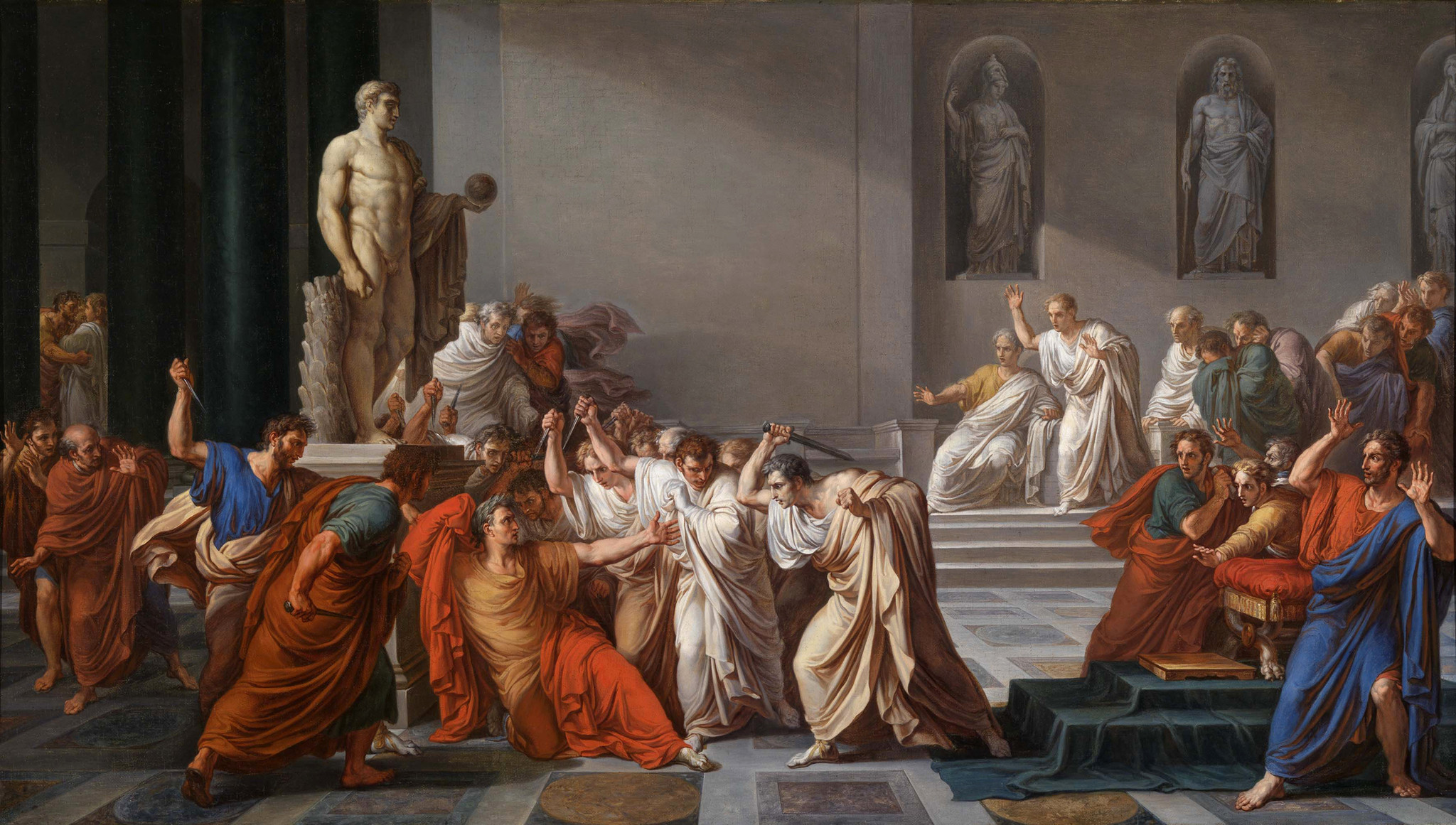
Asasinarea lui Cezar

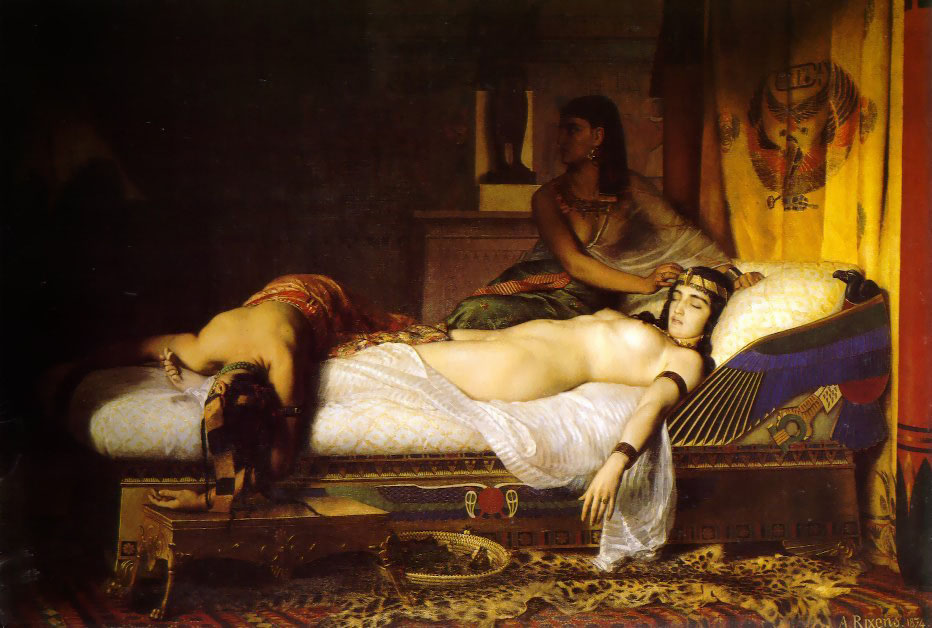
Sinuciderea Cleopatrei

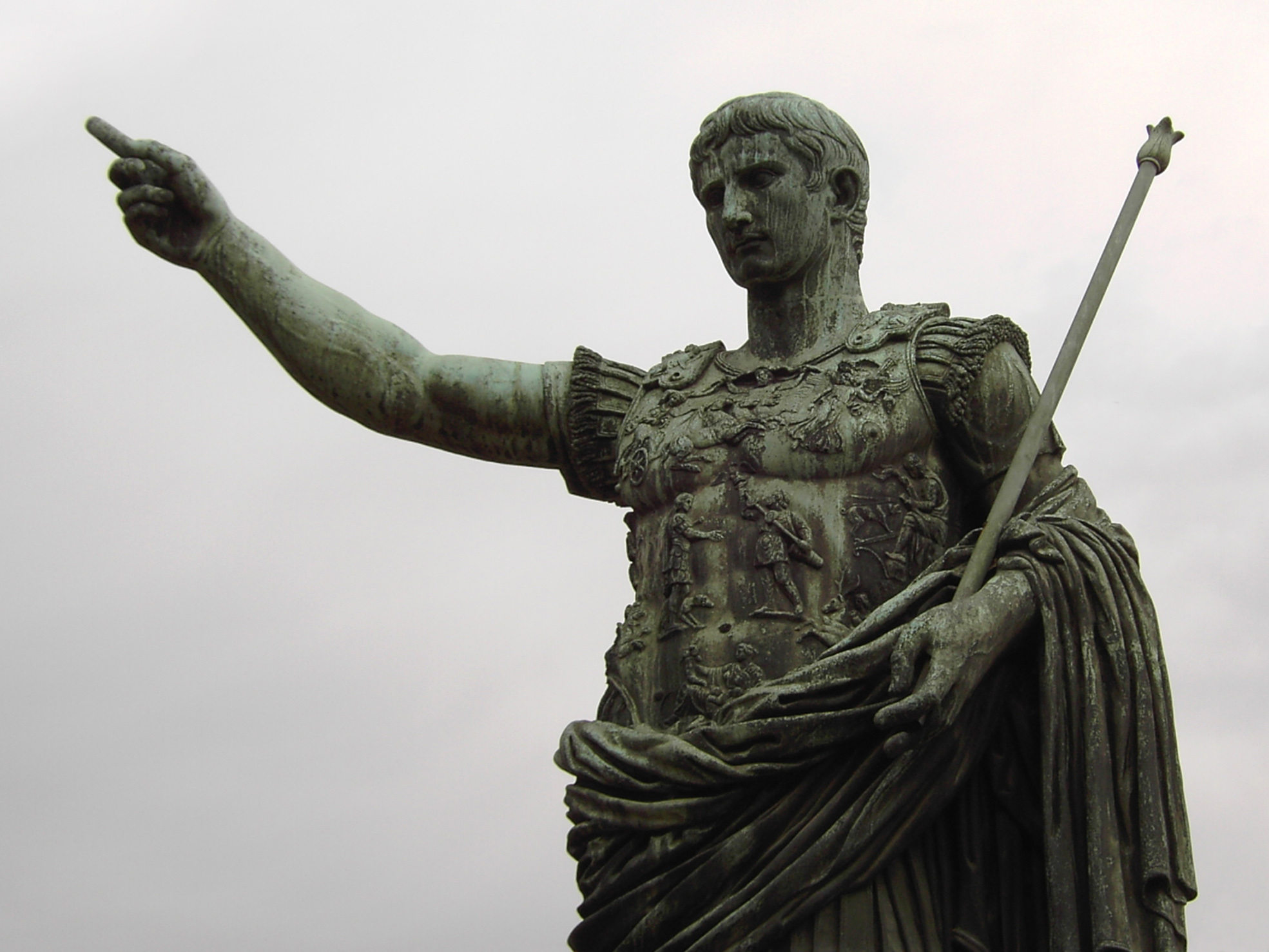
Octavian Augustus - primul împărat roman

- 92 î.Hr. -- Lucullus invadează Armenia.
- 88 î.Hr. - 85 î.Hr.—Războiul cu Mitridate.
- 83 î.Hr. - 82 î.Hr.—Război civil.
- 82 î.Hr. - 79 î.Hr.—Dictatura lui Sylla.
- 74 î.Hr. -- Provincia Bithinia.
- 73 î.Hr. - 71 î.Hr.—73  - O rebeliune de sclavi condusă de gladiatorul Spartacus conduc la cel de-al Treilea Război al Sclavilor.
- 70 î.Hr.—Consulatul lui Pompei.
- 67 î.Hr. - 63 î.Hr.—Campania lui Pompei în Orient.
- 63 î.Hr.- Pompei anexează Ierusalimul, iar Iudeea devine provincie clientelara Romei. Ultimul bastion al Imperiului Seleucid este abolit în Siria.
- 60 î.Hr.—Primul triumvirat: Cezar - Pompei - Crassus.
- 58 î.Hr. - 50 î.Hr.—Războiul cu galii.
- 57 î.Hr.—Regatul Silla este fondat în sud-estul Coreei.
- 53 î.Hr.—Crassus este ucis în lupta cu partii la Carrhae.
- 52 î.Hr.—Răscoala lui Vercingetorix în Galia.

- Anarhie la Roma; Pompei - consul unic;
- 51 î.Hr. -- Galia, provincie romană până la Rin.
- 49 î.Hr. - 44 î.Hr.—Război civil. Cezar trece Rubiconul; Bătălia de la Pharsalos, Pompei este înfrânt.
- 48 î.Hr. - 47 î.Hr.—Pompei este asasinat în Alexandria.

- Ptolemeu XIII este ucis
-Biblioteca din Alexandria este incendiată
- Cleopatra este proclamată ca Regina Egiptului;
- 47 î.Hr.—Regele Farnace al II-lea al Pontului în Bătălia de la Zela este anihilat.
- 46 î.Hr.—Vercingetorix este spânzurat la parada triumfala a lui Cezar

-Cato cel Tânăr se sinucide la Utica
-Bătălia de la Munda ,Titus Labienus și alți opozanți ai lui Cezar sunt uciși; 
- 45 î.Hr. - 44 î.Hr.—Dictatura lui Cezar.
- 44 î.Hr. -- Iulius Cezar este asasinat.
- 44 î.Hr. - 30 î.Hr.—Război civil;
- 43 î.Hr.—Al doilea triumvirat: Antoniu - Octavian - Lepidus.
- 43 î.Hr.—Bătalia de la Philipi. Ucigașii lui Cezar, printre care și Brutus și Cassius, sunt uciși sau se sinucid.
- 37 î.Hr.—Goguryeo este fondat în sudul Manchuriei.
- 31 î.Hr. -- Actium. Bătălie între Octavian și Antoniu.
- 31 î.Hr.—Cleopatra și Antoniu se sinucid.
- 27 î.Hr.—Începutul principatului; Organizarea provinciilor.
- 18 î.Hr.—Baekje este fondat în centru-vestic al Coreei.

## Oameni importanți
- Catilina: politician roman;
- Burebista: rege dac;
- Cezar Augustus: Împărat Roman;
- Cicero: politician și scriitor roman;
- Cato cel Tânăr: politician roman și filozof stoic;
- Cleopatra a VII a Egiptului: regină a Egiptului;
- Horațiu: poet roman;
- Iulius Cezar: politician roman;
- Lucrețiu: filozof roman;
- Marc Antoniu: politician roman;
- Marcus Junius Brutus: fiul adoptiv al lui Cezar participant la conjurația care la ucis pe Cezar;
- Ovidiu: poet roman;
- Virgiliu: poet roman;
- Spartacus: gladiator;
- Hillel cel Bătrân: rabin;
- Irod cel Mare: rege clientelar roman al Iudeei;
- Jing Fang: astrolog, matematician și teoretician în muzica din China;
- Lucullus: politician roman;
- Titus Lucretius Carus: politician și filozof latin;
- Marcus Licinius Crassus: politician și general roman;
- Marcus Vipsanius Agrippa: politician și general roman. A fost colaboratorul lui Augustus;
- Vitruviu: arhitect, inginer și scriitor roman;
- Cneus Pompeius Magnus: consul și general roman;
- Quintus Sertorius: politician și general roman;
- Sextus Pompey: general roman;
- Ptolemeu XIII-unul: dintre ultimii regi ai Egiptului Elenistic;
- Publius Vergilius Maro: poet latin și autor al epopeii în versuri Aeneis ("Eneida");
- Spartacus: sclav, gladiator și conducătorul celei de-a III-a răscoale a sclavilor;
- Sima Qian: istoric chinez;
- Tigranes: regele Armeniei;
- Lucius Cornelius Sulla: dictator roman.

## Razboaiele secolului

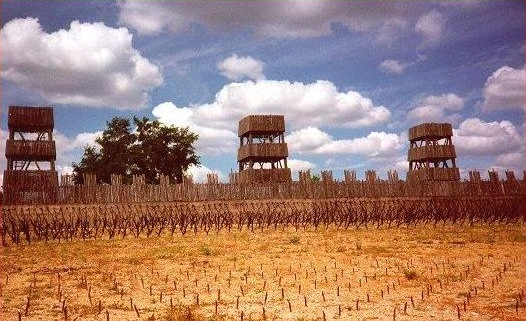
Fortăreața Alesia

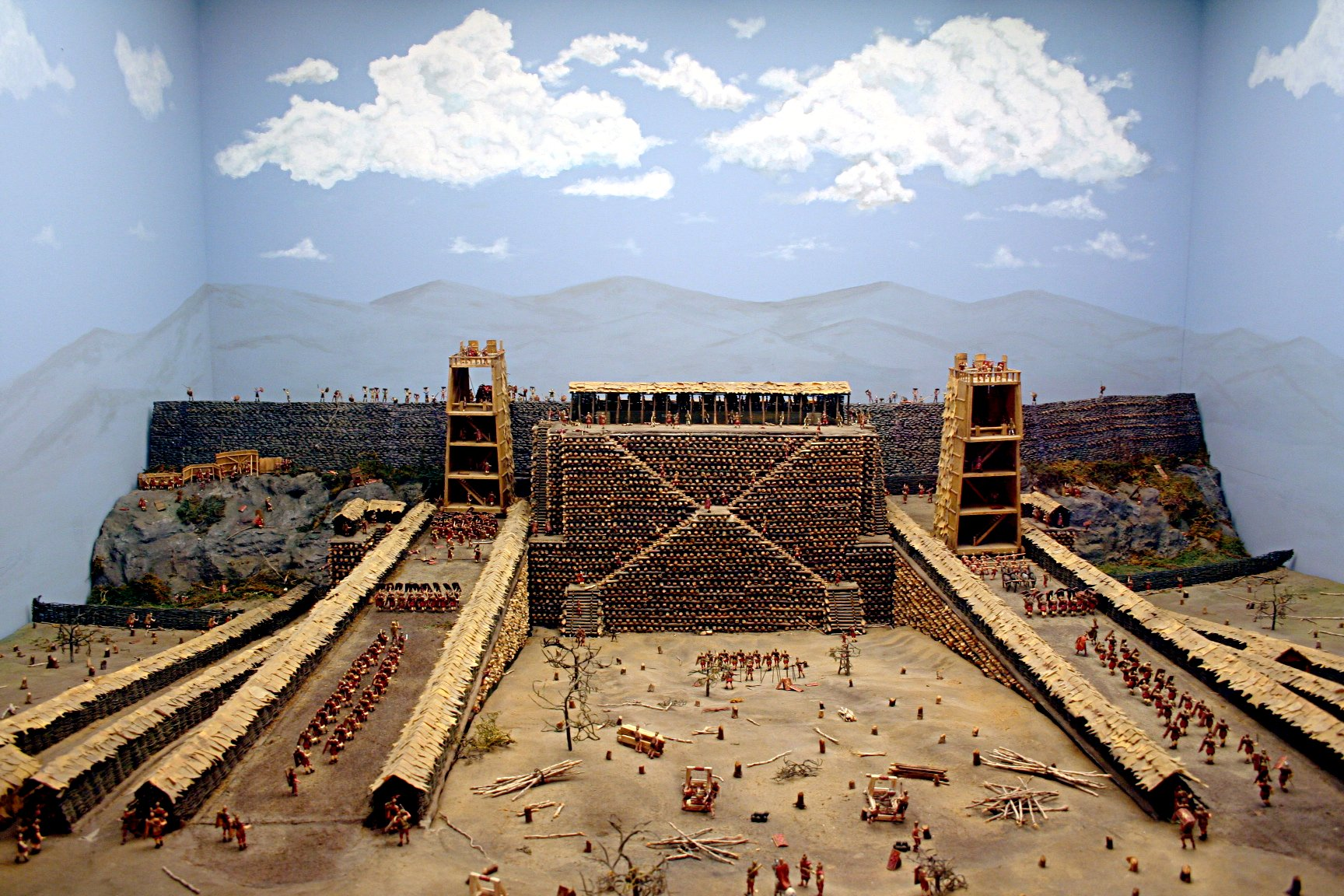
Bătalia de la Avaricum

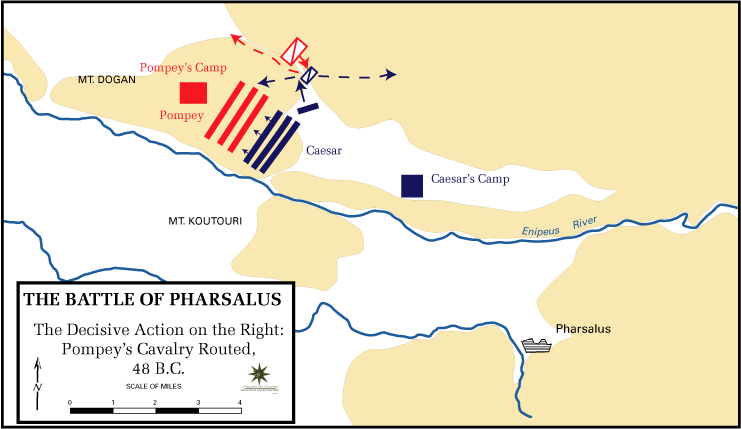
Bătalia de la Pharsalus

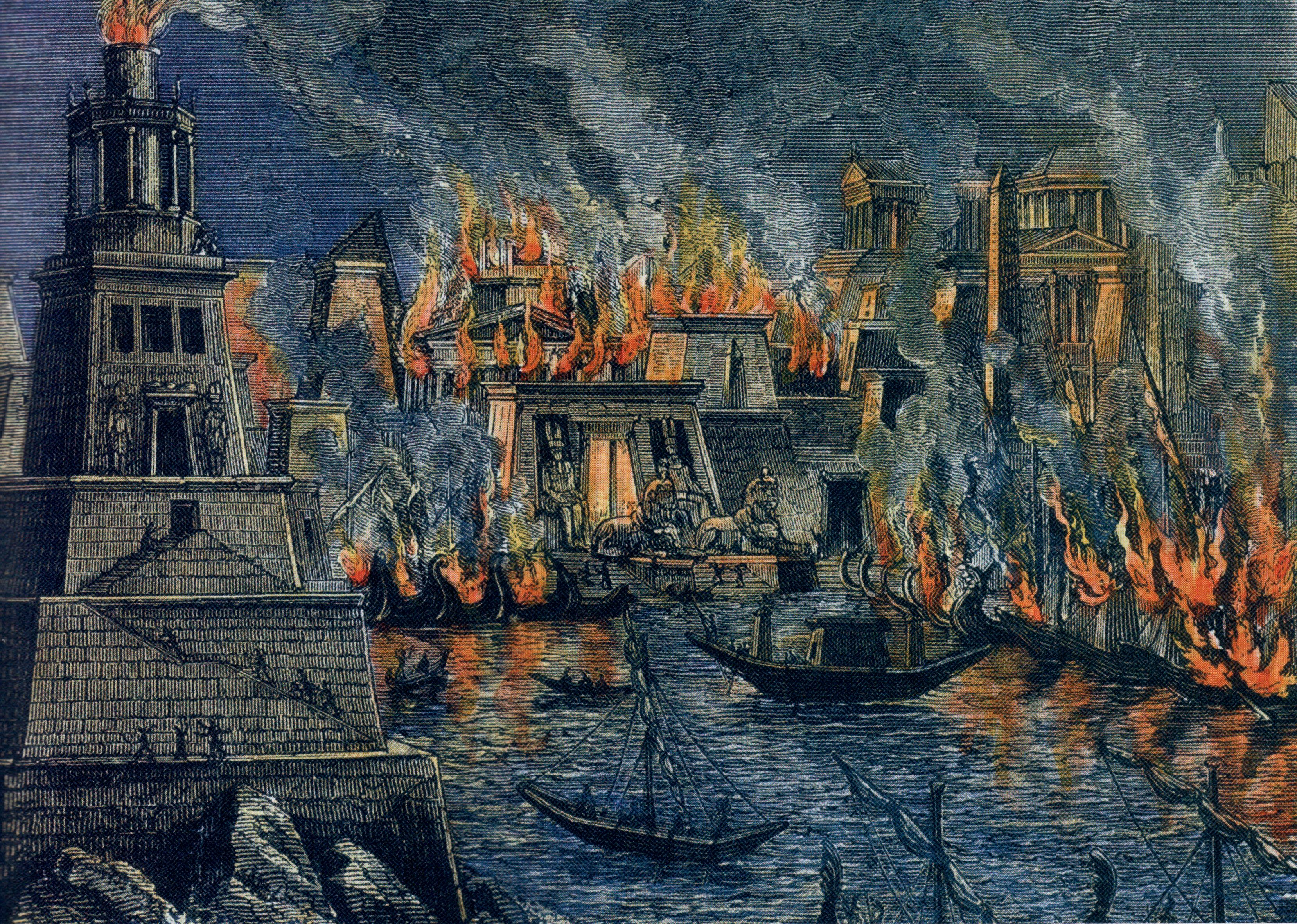
Incendierea Alexandriei- anul 47 i.e.n.

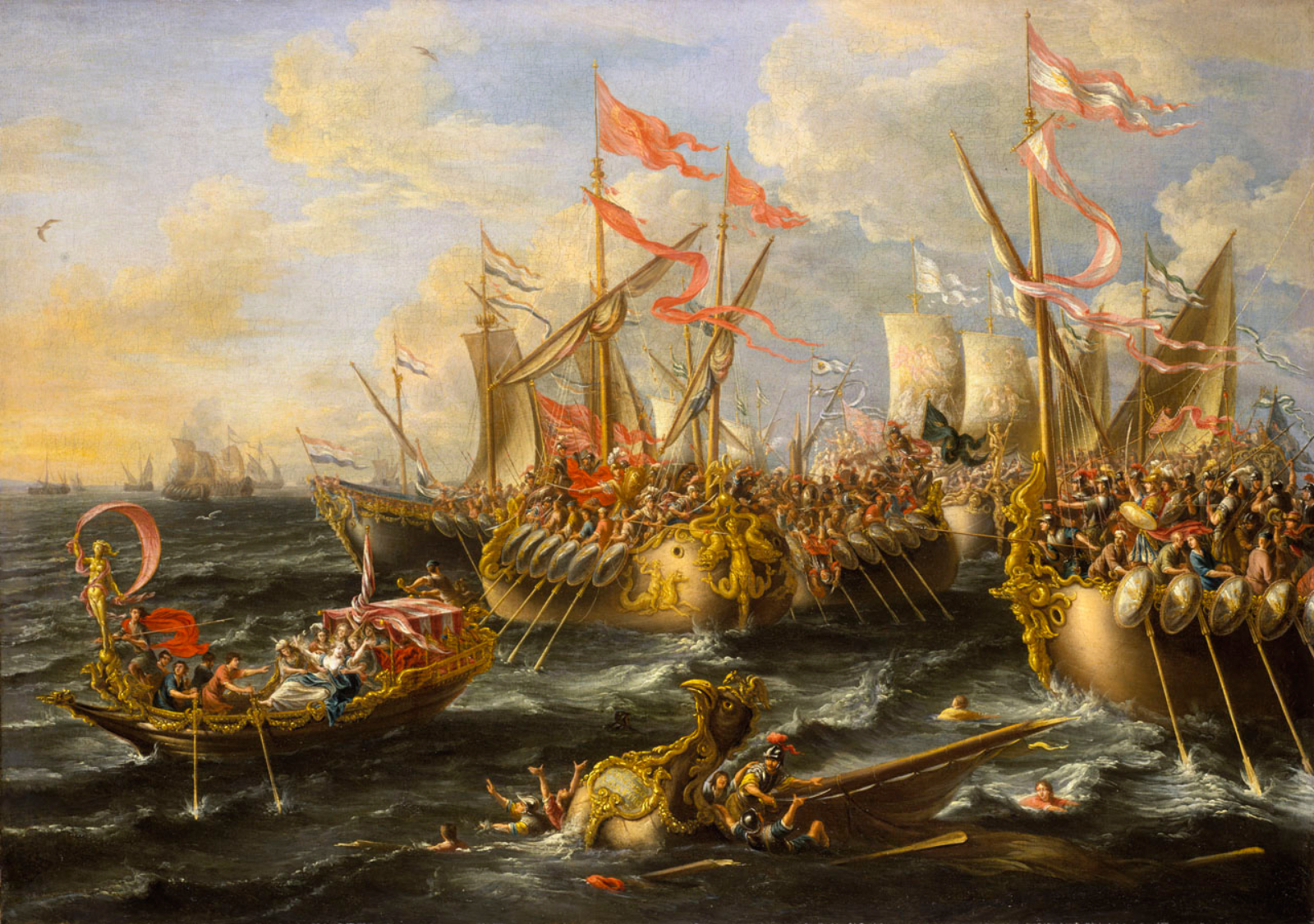
Bătalia de la Actium

- 91 î.Hr.-88 î.Hr. război social între Roma și națiunile italiene aliate, victorie romană.;
- Primul Război Mitridatic (88 - 84 î.Hr.) Legiunile romane au fost conduse de Lucius Cornelius Sulla, dar și Lucius Valerius Flaccus și Gaius Flavius Fimbria. Bătăliile importante au avut loc la Chaeronea sau Orchomenus în 86 î.Hr.. Războiul s-a terminat cu victorie romană și cu Tratatul de la Dardanos din 85 î.Hr..;
- Al Doilea Război Mitridatic (83 - 81 î.Hr.) Armatele romane au fost conduse de Lucius Licinius Murena. Războiul s-a terminat nedecisiv după o înfrângere a romanilor și retragerea ordinelor lui  Sulla.;
- Al Treilea Război Mitridatic (75 - 63 î.Hr.) Armatele romane au fost conduse de Lucius Licinius Lucullus (75 - 66 î.Hr.) apoi de Cneus Pompeius Magnus (66 - 63 î.Hr.): Războiul s-a sfârșit cu victorie romană și cu sinuciderea regelui Mithridates al VI-lea în 63 î.Hr..;
- 88 î.Hr.-87 î.Hr. Război între suporterii lui Lucius Cornelius Sulla și forțele lui Gaius Marius, victorie pentru Lucius Cornelius Sulla;
- 83 î.Hr.-72 î.Hr. Revoltă în provincia romană Hispania Baetica-Hispania Tarraconensis, condusă de proconsulul Quintus Sertorius, victorie pentru Lucius Cornelius Sulla
- 82 î.Hr.-81 î.Hr. Al doilea război civil între suporterii lui Lucius Cornelius Sulla și cei ai lui Gaius Marius, victorie pentru Lucius Cornelius Sulla
- 82 î.Hr. - 44 î.Hr. Regele dac Burebista , ajutat de marele preot Deceneu, unifică toate triburile geto-dace sub sceptrul său, întemeind Regatul Daciei
- 78 î.Hr. revolta consulului Marcus Aemilius Lepidus, victorie pentru Lucius Cornelius Sulla, victorie pentru Senatul Roman
- 63 î.Hr.-62 î.Hr. Conspirația lui Catilina, victorie pentru Senatul Roman. (Lucius Sergius Catilina, 108 î.Hr.–62 î.Hr., a fost un politician roman)
- 49 î.Hr.-45 î.Hr. Războiul civil roman al lui Cezar contra republicanilor conservatori, victorie pentru Iulius Cezar.
- 44 î.Hr.  (după Războiul civil roman al lui Cezar) S-au dus lupte între armata senatului (condusă prima dată de Cicero și apoi de Octavian) și armata lui Marc Antoniu, Lepidus și aliații lor. Victorie pentru Cezar.
- 44 î.Hr.-42 î.Hr. Războiul civil al eliberatorilor, între Al doilea Triumvirat și Liberatores, Brutus și Cassius, asasinii lui Cezar. Victorie pentru Al doilea Triumvirat.
- 44 î.Hr.-35 î.Hr. Revolta siciliană, între Al doilea Triumvirat și Sextus Pompeius, fiul lui Pompei. Victorie pentru Al doilea Triumvirat.
- 41 î.Hr.-40 î.Hr. Războiul civil roman al lui Fulvia între forțele lui Lucius Antonius și Fulvia Antonia (fratele mai mic și soția lui Marc Antoniu) și Octavian. Victorie pentru Octavian.
- 32 î.Hr.-30 î.Hr. Ultimul război al republicii romane, între provinciile din Vest (aflate sub comanda lui Octavian și Agrippa) și cele din Est (sub comanda lui Marc Antoniu și Cleopatra). Victorie pentru Vestul imperiului.
- 89 î.Hr. -Bătălia de lângă Lacul Fucino - Forțele romane sub comanda lui Lucius Porcius Cato sunt învinse de rebeli italieni în timpul Războiului Social.
- Bătălia de la Asculum - Armata romană a lui C. Pompeius Strabo înfrânge decisiv pe rebelii din Războiul Social.
- 88 î.Hr. -
- Bătălia de pe râul Amnias (parte a războaielor mitridatice, victorie a regatului Pontus
- Bătălia de la Muntele Scorobas, victorie a regatului Pontus
- 86 î.Hr.
- Bătălia de la Chaeronea - Forțele romane ale lui Lucius Cornelius Sulla înfrâng pe cele ale regelui Pontului, conduse de Archelaus, în cadrul primului război mitridatic.
- Bătălia de la Tenedos, victorie romană împotriva regatului Pontus
- 85 î.Hr. - Bătălia de la Orchomenus - Sulla îl înfrânge din nou și categoric pe Archelaus.
- 83 î.Hr. - Bătălia de la muntele Tifata - Sulla înfrânge forțele popularilor lui Caius Norbanus in primul război civil.
- 82 î.Hr. - Bătălia de la poartea Colline - Sulla îi înfrânge pe samniți, aliați ai partidului popular din Roma.
- 80 î.Hr. - Bătălia de la râul Baetis - Forțele rebele de sub comanda lui Quintus Sertorius înfrâng pe cele romane loialiste ale lui Lucius Fulfidias în Hispania.
- 74 î.Hr. - Bătălia de la Cyzic - Forțele romane de sub comanda lui Lucius Lucullus înfrâng trupele regelui Mithridates VI al Pontului.
- 72 î.Hr. - Bătălia de la Cabira - Lucullus înfrânge din nou pe Mithridates, ocupând Pontul.
- 72 î.Hr. - Bătălia de la Picenum - Sclavii revoltați, conduși de Spartacus, înfrâng o armată romană condusă de Gellius Publicola și Gnaeus Cornelius Lentulus Clodianus.
- 72 î.Hr. - Bătălia de la Mutina - Sclavii lui Spartacus înfrâng o altă armată a romanilor.
- 71 î.Hr. - Bătălia din Campania - O nouă victorie a sclavilor lui Spartacus.
- 71 î.Hr. - Bătălia din Campania II - O armată romană sub comanda lui Marcus Crassus înfrânge armata de sclavi a lui Spartacus.
- 71 î.Hr. - Bătălia de la râul Silarus - Marcus Crassus îl înfrânge din nou pe Spartacus.
- 69 î.Hr. - Bătălia de la Tigranocerta - Lucullus înfrânge armata regelui Tigranes al II-lea al Armeniei, venit în sprijinul socrului său, Mithridates al VI-lea al Pontului.
- 68 î.Hr. - Bătălia de la Artaxata - Lucullus înfrânge din nou pe Tigranes.
- 67 BC  -	Bătălia de la Jushi-trupele Han inving trupele  Xiongnu, in orasul Jiaohe.
- 66 î.Hr. - Bătălia de la Lycus - Cneus Pompeius Magnus îl înfrânge decisiv pe Mithridates al VI-lea, încheind al treilea război mitridatic.
- 62 î.Hr., ianuarie - Bătălia de la Pistoria - Forțele conspiratorului Catilina sunt învinse de armatele loialiste ale lui Gaius Antonius.
- 58 î.Hr. -
- Iunie - Bătălia de la Arar (Saône) - Caesar îi înfrânge pe helveții nomazi.
- Iulie - Bătălia de la Bibractus - Caesar îi înfrânge din nou pe helveți, de această dată decisiv.
- Septembrie - Caesar obține o victorie decisivă asupra căpeteniei germanice Ariovistus, lângă actualul Belfort.
- 57 î.Hr. -
- Bătălia de la Axona (Aisne) - Caesar înfrânge forțele triburilor belgilor de sub comanda regelui Galba.
- Bătălia de la the Sabis (Sambre) - Caesar îi înfrânge pe The Nervi.
- 53 î.Hr. - Bătălia de la Carrhae - Triumvirul Marcus Licinius Crassus este înfrânt categoric și ucis în luptă de către parți.
- 52 î.Hr. - Bătălia de la Alesia - Caesar îl înfrânge pe rebelul gal Vercingetorix, desăvârșind cucerirea romană a Galliei.
- 49 î.Hr. -
- Iunie - Bătălia de la Ilerda - Armate lui Caesar încercuiesc trupele fidele ale lui Cneus Pompeius Magnus și le silește să se predea.
- 24 august - Bătălia de la râul Bagradas - Trupe ale lui Caesar, conduse de generalul Gaius Curio sunt înfrânte în nordul Africii de către trupele fidele lui Cneus Pompeius Magnus, comandate de către Attius Varus și sprijinite de regele Juba I al Numidiei. Generalul Curio se sinucide.
- 48 î.Hr. -
- 10 iulie - Bătălia de la Dyrrhachium - Caesar cu greutate evită o înfrângere catastrofală din partea trupelor fidele lui Cneus Pompeius Magnus aflate în Macedonia.
- 9 august - Bătălia de la Pharsalus - Victorie decisivă a lui Caesar asupra lui Cneus Pompeius Magnus, care se refugiază în Egipt.
- Batalia de la Nicopolis 	Pharnaces II din Pontus învinge trupele romane conduse de Calvinus.
- 47 î.Hr. -Februarie - Bătălia de pe Nil - Caesar înfrânge forțele regelui Ptolemeu al XIII-lea al Egiptului.
- Mai - Bătălia de la Zela - Caesar înfrânge trupele lui Pharnaces II, suveranul Pontului. Cu această ocazie, învingătorul a pronunțat celebra frază Veni, vidi, vici.
- 46 î.Hr. -4 ianuarie - Bătălia de la Ruspina - Caesar pierde circa o treime din trupele sale în confruntarea cu armate lui Titus Labienus.
- 6 februarie - Bătălia de la Thapsus - Caesar înfrânge trupele fidele lui Cneus Pompeius Magnus din Africa de nord, conduse de Metellus Scipio.
- 45 î.Hr. 17 martie - Bătălia de la Munda - Ultima victorie a lui Caesar, înregistrată asupra trupelor pompeiene din Spania, comandate de Titus Labienus și Gnaeus Pompey cel Tânăr. Labienus este ucis în luptă, iar Pompei cel Tânăr este capturat și executat.
- 43 î.Hr. -
- 14 aprilie - Bătălia de la Forum Gallorum - Marcus Antonius, pe când îl asedia pe Decimus Brutus în Mutina, înfrânge forțele consulului Pansa, care este ucis.
- 21 aprilie - Bătălia de la Mutina II - Marcus Antonius este înfrânt de către consulul Hirtius, care însă este ucis.
- 42 î.Hr. -
- 3 octombrie - Prima bătălie de la Filippi - Triumvirii Marcus Antonius și Octavian obțin o victorie decisivă asupra lui Marcus Brutus și Cassius. Deși Brutus înfrânge trupele lui Octavian, Antoniu îl zdrobește pe Cassius, care se sinucide la sfârșitul luptei.
- 23 octombrie - A doua bătălie de la Filippi - Armata lui Marcus Brutus este înfrântă definitiv de către Marcus Antonius și Octavian. Brutus reușește să scape, dar se sinucide puțin mai târziu.
- 41 î.Hr. - Bătălia de la Perugia - Lucius Antonius, fratele lui Marcus Antonius, este înfrânt de către Octavian.
- 36 î.Hr. - Bătălia de la Naulochus - Flota lui Octavian, sub comanda lui Marcus Vipsanius Agrippa înfrânge forțele rebelului Sextus Pompeius.
- Batalia de la Zhizhi:	trupele Han inving trupele  Xiongnu si le ucide liderul, pe Zhizhi.
- 31 î.Hr., 2 septembrie - Bătălia de la Actium - Victorie zdrobitoare a lui Octavian asupra lui Marcus Antonius și a Cleopatrei într-o luptă navală pe coastele Greciei.
- 11 î.Hr. - Bătălia de pe râul Lupia - Forțele romane de sub comanda fiului vitreg al lui Augustus, Drusus obțin o victorie în Germania.

## Invenții, descoperiri
- Primele înregistrări chineze despre Petele solare;
- Primul dom a fost construit de romani;
- Dicționarul chinez Ji Jiu Pian dicționarul publicat în 40 î.Hr. în timpul dinastiei Han face referințe la puterea hidraulica;
- utilizarea foalelor suflante la furnalele romane;
- dezvoltarea sculelor și uneltelor în cadrul Imperiului Roman: apariția rindelei, fierăstrăului, pilei, foarfecii, burghiului etc.;
- 116 - 27 i.Hr: Tratatul de agricultură al lui Varron[1];
- apeductul cu două sifoane din Pergam;
- 100 i.Hr:
  -     - Pergam: pergamentul;
    - Roma: modelarea sticlei prin suflare;
    - China: roaba[2];
    - China: ciocan mecanic cu acționare hidraulică;
- 80 i.Hr: Canalul lui Marius între Arles și Fos;
- 52 i.Hr: astrolabul chinez;
- 40 i.Hr: lagăr cu rostogolire (strămoșul rulmentului) la navele romane;
- 21 i.Hr.: China: umbrela care se pliază[3];
- catapulta în Orientul Apropiat;
- China: mecanism cu angrenaj care arată sudul;
- mecanism diferențial în China și Grecia (zona  Antikythera);
- India: legarea cărților, vopseaua tip indigo, peria de dinți;
- cultivarea iutei în Bengal;
- În Italia apar diverse animale domestice: iepurele, rața domestică, se diferențiază rasele de galinacee, se răspândește procedeul incubației artificiale.;
- 45 î.Hr: calendarul Iulian;
- 38 î.Hr.: mori de vânt lângă palatele lui Mithridate;
- presa-teasc cu șurub;
- 30 î.Hr:
  -     - Vitruviu: De Architectura;
    - Tratatul de agricultură al lui Columella;
- 20 i.Hr: Roma, tehnologia suflării sticlei;

## Decenii și ani
| 100 î.Hr.            | 109 î.Hr. | 108 î.Hr. | 107 î.Hr. | 106 î.Hr. | 105 î.Hr. | 104 î.Hr. | 103 î.Hr. | 102 î.Hr. | 101 î.Hr. | 100 î.Hr. |
| 90 î.Hr.             | 99 î.Hr.  | 98 î.Hr.  | 97 î.Hr.  | 96 î.Hr.  | 95 î.Hr.  | 94 î.Hr.  | 93 î.Hr.  | 92 î.Hr.  | 91 î.Hr.  | 90 î.Hr.  |
| 80 î.Hr.             | 89 î.Hr.  | 88 î.Hr.  | 87 î.Hr.  | 86 î.Hr.  | 85 î.Hr.  | 84 î.Hr.  | 83 î.Hr.  | 82 î.Hr.  | 81 î.Hr.  | 80 î.Hr.  |
| 70 î.Hr.             | 79 î.Hr.  | 78 î.Hr.  | 77 î.Hr.  | 76 î.Hr.  | 75 î.Hr.  | 74 î.Hr.  | 73 î.Hr.  | 72 î.Hr.  | 71 î.Hr.  | 70 î.Hr.  |
| 60 î.Hr.             | 69 î.Hr.  | 68 î.Hr.  | 67 î.Hr.  | 66 î.Hr.  | 65 î.Hr.  | 64 î.Hr.  | 63 î.Hr.  | 62 î.Hr.  | 61 î.Hr.  | 60 î.Hr.  |
| 50 î.Hr.             | 59 î.Hr.  | 58 î.Hr.  | 57 î.Hr.  | 56 î.Hr.  | 55 î.Hr.  | 54 î.Hr.  | 53 î.Hr.  | 52 î.Hr.  | 51 î.Hr.  | 50 î.Hr.  |
| 40 î.Hr.             | 49 î.Hr.  | 48 î.Hr.  | 47 î.Hr.  | 46 î.Hr.  | 45 î.Hr.  | 44 î.Hr.  | 43 î.Hr.  | 42 î.Hr.  | 41 î.Hr.  | 40 î.Hr.  |
| 30 î.Hr.             | 39 î.Hr.  | 38 î.Hr.  | 37 î.Hr.  | 36 î.Hr.  | 35 î.Hr.  | 34 î.Hr.  | 33 î.Hr.  | 32 î.Hr.  | 31 î.Hr.  | 30 î.Hr.  |
| 20 î.Hr.             | 29 î.Hr.  | 28 î.Hr.  | 27 î.Hr.  | 26 î.Hr.  | 25 î.Hr.  | 24 î.Hr.  | 23 î.Hr.  | 22 î.Hr.  | 21 î.Hr.  | 20 î.Hr.  |
| 10 î.Hr.             | 19 î.Hr.  | 18 î.Hr.  | 17 î.Hr.  | 16 î.Hr.  | 15 î.Hr.  | 14 î.Hr.  | 13 î.Hr.  | 12 î.Hr.  | 11 î.Hr.  | 10 î.Hr.  |
| Primul deceniu î.Hr. | 9 î.Hr.   | 8 î.Hr.   | 7 î.Hr.   | 6 î.Hr.   | 5 î.Hr.   | 4 î.Hr.   | 3 î.Hr.   | 2 î.Hr.   | 1 î.Hr.   |           |
| Primul deceniu d.Hr. |           | 1         | 2         | 3         | 4         | 5         | 6         | 7         | 8         | 9         |